# بقم
العَنْدَم أو الأيدع أو البَقَّم (الاسم العلمي:Caesalpinia) هو جنس من النباتات يتبع الفصيلة البقولية من رتبة الفوليات.

## أنواع البقم
- البقم الهندي
- بقم أحمر داكن
- بقم أذيني
- بقم أرجنتيني
- بقم أزغب
- بقم أملجي
- بقم أنداماني
- بقم أنغولي
- بقم أورتيغي
- بقم باري
- بقم بالميري
- بقم باهامي
- بقم برينغلي
- بقم بسيط
- بقم بنثامي
- بقم بنفسجي
- بقم بورتوريكي
- بقم صلب
- بقم جانبي الأزهار
- بقم حاد الأوراق
- بقم أحمر
- بقم خشن الأوبار
- بقم خلاب
- بقم خنزيري
- بقم دوفيني
- بقم دومينيكاني
- بقم ذنبي
- بقم ربيعي
- بقم رخو الأزهار
- بقم رمادي أزرق
- بقم ريشي
- بقم أزرق الأوراق
- بقم ستاندلي
- بقم سهمي الأوراق
- بقم سومطري
- بقم شعري
- بقم شفيف
- بقم صغير الأوراق
- بقم صغير الأزهار
- بقم قاسي
- بقم صيني
- بقم عالي
- بقم عريض الخردلة
- بقم غدي الشكل
- بقم غشائي الثمار
- بقم قرمزي
- بقم قلنسوي
- بقم قليل الأزهار
- بقم قليل الأوراق
- بقم قنابي
- بقم كايماني
- بقم كبير الكأس
- بقم كروي البذور
- بقم لاطئ الأوراق
- بقم عديم الأوراق
- بقم رخو
- بقم متقابل الأوراق
- بقم متهدل
- بقم متوسط
- بقم مخملي
- بقم مدغشقري
- بقم مسطح الفلقات
- بقم مشعر الثمار
- بقم مضلع
- بقم معيني الأوراق
- بقم مكسيكي
- بقم ملبد
- بقم ملتوي
- بقم مميز الحواف
- بقم منتفخ
- بقم نصيلي
- بقم مؤنف
- بقم ميموزي الأوراق
- بقم نقطي
- بقم نلسوني
- بقم نيكاراغوي
- بقم صاف
- بقم هرمية
- بقم هلدبرندي
- بقم واضح
- بقم متقشر